# Joanna Cassidy
Joanna Cassidy, pseudonimo di Joanna Virginia Caskey (Camden, 2 agosto 1945), è un'attrice ed ex modella statunitense.

## Biografia

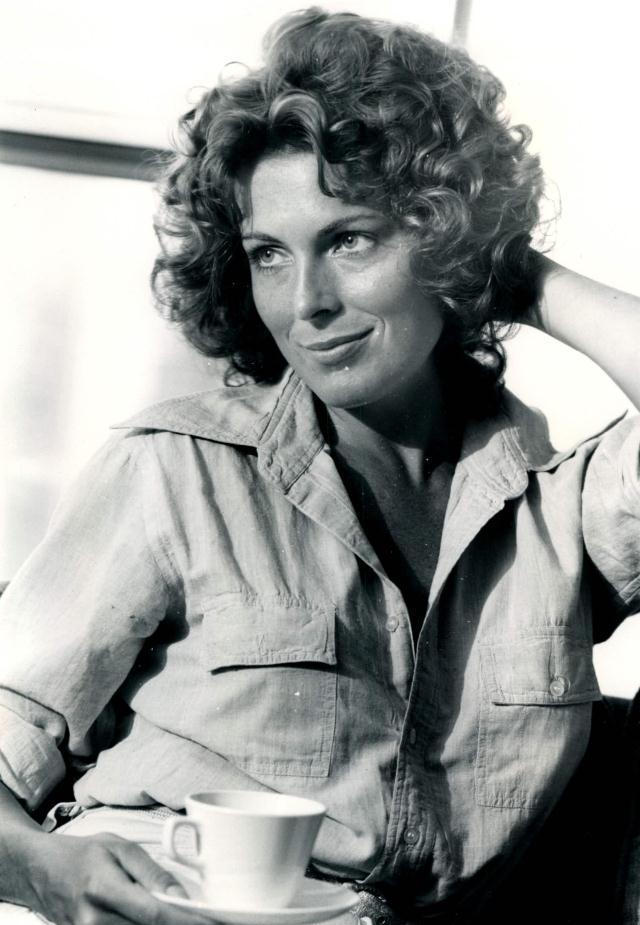
Joanna Cassidy nel 1974

Nata a Camden, è cresciuta a Haddonfield, dove i genitori, entrambi artisti, la incoraggiarono sin da piccola a sviluppare il proprio talento per la pittura e la scultura, attività che continua a praticare. Studiò arte per un anno alla Syracuse University di New York. Nel 1964, mentre frequentava il college, sposò il Dr. Kennard C. Kobrin, che aiutò a completare gli studi con il suo lavoro di modella. In seguito si trasferirono a San Francisco, dove il marito fece pratica psichiatrica e dove la Cassidy proseguì la carriera di modella.
Nel 1974, dopo aver divorziato dal marito (da cui aveva avuto due figli), si trasferì a Los Angeles per tentare la carriera di attrice. Chiese un'audizione a un famoso casting director, Joyce Selznick, per una parte nel film The Last American Hero, parte che in realtà era stata già assegnata. Selznick però fu impressionato dalla determinazione e dalla bravura della Cassidy e la aiutò ad avere il suo primo ruolo in un film, L'ispettore Martin ha teso la trappola (1973).
È nota soprattutto per il ruolo di Zhora nel film di culto Blade Runner (1982) e per quello della barista Dolores in Chi ha incastrato Roger Rabbit (1988). Ha vinto un Golden Globe per la serie televisiva Buffalo Bill e ricevuto una candidatura agli Emmy Award nel 2001 per la serie TV Six Feet Under.
A partire dal 2000 ha preso parte come guest star a diverse produzioni per il piccolo schermo come Criminal Minds, Ghost Whisperer, Heroes e Body of Proof, ricoprendo inoltre un piccolo ruolo in The Grudge 2. Nel 2007 è tornata a vestire i panni di Zhora, rigirando alcune scene per l'edizione final cut di Blade Runner. Nel 2008 è stata scelta per interpretare il ruolo di Melina in alcuni episodi della serie TV Desperate Housewives.

## Filmografia

### Cinema
- Bullitt, regia di Peter Yates (1968)
- Ha l'età di mio padre ma l'amo pazzamente (Fools), regia di Tom Gries (1970)
- Organizzazione crimini (The Outfit), regia di John Flynn (1973)
- L'ispettore Martin ha teso la trappola (The Laughing Policeman), regia di Stuart Rosenberg (1973)
- La rapina più pazza del mondo (Bank Shot), regia di Gower Champion (1974)
- Il medaglione insanguinato (The Cursed Medallion), regia di Massimo Dallamano (1975)
- Il gigante della strada (Stay Hungry), regia di Bob Rafelson (1976)
- L'occhio privato (The Late Show), regia di Robert Benton (1977)
- Stunts, il pericolo è il mio mestiere (Stunts), regia di Mark L. Lester (1977)
- American Raspberry, regia di Bradley R. Swirnoff (1977)
- Tempo di vittorie (Our Winning Season), regia di Joseph Ruben (1978)
- Il guanto che uccide (The Glove), regia di Ross Hagen (1979)
- Night Games, regia di Roger Vadim (1980)
- Blade Runner, regia di Ridley Scott (1982)
- Sotto tiro (Under Fire), regia di Roger Spottiswoode (1983)
- Invito all'inferno (Invitation to Hell), regia di Wes Craven (1984)
- Club Paradise, regia di Harold Ramis (1986)
- Quarto protocollo (The Fourth Protocol), regia di John Mackenzie (1987)
- Chi ha incastrato Roger Rabbit (Who Framed Roger Rabbit), regia di Robert Zemeckis (1988)
- 1969 - I giorni della rabbia (1969), regia di Ernest Thompson (1988)
- Uccidete la colomba bianca (The Package), regia di Andrew Davis (1989)
- Dalla parte del cuore (Where the Heart Is), regia di John Boorman (1990)
- ...non dite a mamma che la babysitter è morta! (Don't Tell Mom the Babysitter's Dead), regia di Stephne Herek (1991)
- Annunci di morte (Lonely Hearts), regia di Andrew Lane (1991)
- Trappola per un innocente (All-American Murder), regia di Anson Williams (1991)
- Omicidi dal passato (Landslide), regia di Jean-Claude Lord (1992)
- Vampiro a Brooklyn (Vampire in Brooklyn), regia di Wes Craven (1995)
- Reazione a catena (Chain Reaction), regia di Andrew Davis (1996)
- Prove d'accusa (Loved), regia di Erin Dignam (1997)
- Morte alla Casa Bianca (Executive Power), regia di David L. Corley (1997)
- Padrona del suo destino (Dangerous Beauty), regia di Marshall Herskovitz (1998)
- Moonglow, regia di Dennis Christianson (2000)
- Tentazione pericolosa (The Right Temptation), regia di Lyndon Chubbuck (2000)
- Fantasmi da Marte (Ghosts of Mars), regia di John Carpenter (2001)
- Anthrax, regia di Rick Stevenson (2001)
- Il potere del male (Witches of the Caribbean), regia di David DeCoteau (2005)
- The Virgin of Juarez, regia di Kevin James Dobson (2006)
- Larry the Cable Guy: Health Inspector, regia di Trent Cooper (2006)
- The Grudge 2, regia di Takashi Shimizu (2006)
- Kiss the Bride, regia di C. Jay Cox (2007)
- The Human Contract, regia di Jada Pinkett Smith (2008)
- The American Standards, regia di Joe Wehinger (2007)
- Stay Cool, regia di Ted Smith (2009)
- Stolen - Rapiti (Stolen), regia di Anders Anderson (2009)
- For Sale by Owner, regia di Robert J. Wilson (2009)
- Flying Lessons, regia di Derek Magyar (2010)
- Anderson's Cross, regia di Jerome Elston Scott (2010)
- Carjacked - La strada della paura (Carjacked), regia di John Bonito (2011)
- What Might Have Been, regia di Tamela D'Amico (2012) - corto
- The Sleepy Man, regia di Oona Mekas (2013) - corto
- Doorway to Heaven, regia di Craig Clyde (2013)
- Visions, regia di Kevin Greutert (2015)

### Televisione
- Missione impossibile (Mission: Impossible) – serie TV, 3 episodi (1972-1973)
- McCoy – serie TV, 1 episodio (1976)
- Shields and Yarnell – serie TV, 1 episodio (1977)
- Rollergirls (The Roller Girls) – serie TV, 4 episodi (1978)
- Taxi – serie TV, 1 episodio (1978)
- Starsky & Hutch – serie TV, episodio 4x07 (1978)
- Kazinski – serie TV, 1 episodio (1979)
- She's Dressed to Kill, regia di Gus Trikonis – film TV (1979)
- 240-Robert – serie TV, 13 episodi (1979-1980)
- Love Boat (The Love Boat) – serie TV, 2 episodi (1979-1982)
- Insight – serie TV, 1 episodio (1980)
- Non si può tornare indietro (Reunion), regia di Russ Mayberry – film TV (1980)
- Dallas – serie TV, 2 episodi (1980)
- Hagen – serie TV, 1 episodio (1980)
- Trapper John (Trapper John, M.D.) – serie TV, 2 episodi (1980-1981)
- Charlie's Angels – serie TV, episodio 5x07 (1981)
- Enos – serie TV, 1 episodio (1981)
- Cuore e batticuore (Hart to Hart) – serie TV, 1 episodio (1981)
- Flo – serie TV, 1 episodio (1981)
- Strike Force – serie TV, 1 episodio (1982)
- Lou Grant – serie TV, 1 episodio (1982)
- Devlin & Devlin – serie TV, 1 episodio (1982)
- Falcon Crest – serie TV, 5 episodi (1982)
- The Family Tree – serie TV, 1 episodio (1983)
- Fantasilandia (Fantasy Island) – serie TV, 1 episodio (1983)
- Buffalo Bill – serie TV, 23 episodi (1983-1984)
- Le signore di Hollywood (Hollywood Wives), regia di Robert Day – miniserie TV (1985)
- Codename: Foxfire – serie TV, 3 episodi (1985)
- I ribelli della notte (The Children of Times Square), regia di Curtis Hanson – film TV (1986)
- Pleasures, regia di Sharron Miller – film TV (1986)
- Revenge - La vendetta di un padre (Das Rattennest), regia di John Herzfeld – film TV (1988)
- Terrore a Bittercreek (Nightmare at Bitter Creek), regia di Tim Burstall – film TV (1988)
- Una pillola per due (Les belles Américaines), regia di Carol Wiseman – film TV (1990)
- Bar Girls, regia di Eric Laneuville – film TV (1990)
- Terrore su 4 ruote (Wheels of Terror), regia di Christopher Cain – film TV (1990)
- Il violino della palude (A Girl of the Limberlost), regia di Burt Brinckerhoff – film TV (1990)
- Grass Roots, regia di Jerry London – film TV (1992)
- Un medico tra gli orsi (Northern Exposure) – serie TV, 1 episodio (1992)
- La battaglia di Nancy (Taking Back My Life: The Nancy Ziegenmeyer Story), regia di Harry Winer (1992)
- Live! From Death Row, regia di Patrick Sheane Duncan – film TV (1992)
- Oltre il destino (Perfect Family), regia di E.W. Swackhamer – film TV (1992)
- The Ray Bradbury Theater – serie TV, 1 episodio (1992)
- Barbarians at the Gate, regia di Glenn Jordan – film TV (1993)
- The Tommyknockers - Le creature del buio (The Tommyknockers), regia di John Power – miniserie TV (1993)
- Dudley – serie TV, 5 episodi (1993)
- CBS Schoolbreak Special – serie TV, 1 episodio (1993)
- Avvocati a Los Angeles (L.A. Law) – serie TV, 3 episodi (1993-1994)
- La legge di Burke (Burke's Law) – serie TV, 1 episodio (1994)
- La signora in giallo (Murder, She Wrote) – serie TV, episodio 10x19 (1994)
- Hotel Malibu – serie TV, 6 episodi (1994)
- The Rockford Files: I Still Love L.A., regia di James Whitmore Jr. – film TV (1994)
- Con la forza del cuore (Sleep, Baby, Sleep), regia di Armand Mastroianni – film TV (1995)
- Ned and Stacey – serie TV, 1 episodio (1995)
- The Ticket, regia di Richard Murphy - corto TV (1995)
- Non sarò mai tua (Eye of the Stalker), regia di Reza Badiyi – film TV (1995)
- Crystal Cave – film TV (1996)
- Alchemy – film TV (1996)
- La seconda guerra civile americana (The Second Civil War), regia di Joe Dante – film TV (1997)
- Melrose Place – serie TV, 3 episodi (1997)
- Circolo d'inganni (Circle of Deceit), regia di Alan Metzger – film TV (1998)
- The Hunger – serie TV, 1 episodio (1998)
- Rude Awakening – serie TV, 2 episodi (1998-2000)
- Vendetta nell'oceano (Tribe), regia di George Trumbull Miller – miniserie TV (1999)
- Twice in a Lifetime – serie TV, 1 episodio (1999)
- To Serve and Protect, regia di Jean de Segonzac – miniserie TV (1999)
- Detective in corsia (Diagnosis Murder) – serie TV, 8 episodi (1999-2000)
- D.C. – serie TV, 1 episodio (2000)
- Hollywood Off-Ramp – serie TV, 1 episodio (2000)
- Three Sisters – serie TV, 1 episodio (2001)
- Men in Black: The Series – serie TV, 2 episodi (2001)
- Philly – serie TV, 1 episodio (2001)
- The District – serie TV, 3 episodi (2001-2002)
- Six Feet Under – serie TV, 21 episodi (2001-2005)
- Wildfire 7: The Inferno, regia di Jason Bourque – film TV (2002)
- Hidden Hills – serie TV, 1 episodio (2003)
- Perfetti... ma non troppo (Less Than Perfect) – serie TV, 1 episodio (2003)
- Everwood – serie TV, 1 episodio (2003)
- Verso il successo (Martha, Inc.: The Story of Martha Stewart), regia di Jason Ensler – film TV (2003)
- Good Morning, Miami – serie TV, 1 episodio (2004)
- Intermission, regia di Laura Cayouette - corto TV (2004)
- Star Trek: Enterprise – serie TV, 2 episodi (2004)
- Found, regia di Rex Piano – film TV (2005)
- Clubhouse – serie TV, 1 episodio (2005)
- Il sogno di Helen (The Reading Room), regia di Georg Stanford Brown – film TV (2005)
- Boston Legal – serie TV, 5 episodi (2006)
- Heroes – serie TV, 2 episodi (2007)
- In Plain Sight - Protezione testimoni (In Plain Sight) – serie TV, 1 episodio (2008)
- Ghost Whisperer - Presenze (Ghost Whisperer) – serie TV, 1 episodio (2008)
- Criminal Minds – serie TV, 1 episodio (2008)
- Desperate Housewives – serie TV, 1 episodio (2009)
- Hawthorne - Angeli in corsia (Hawthorne) – serie TV, 4 episodi (2009)
- Off the Hook – serie TV, 1 episodio (2009)
- Notes from the Underbelly – serie TV, 1 episodio (2010)
- Call Me Fitz – serie TV, 15 episodi (2010-2013)
- Body of Proof – serie TV, 14 episodi (2011-2013)
- Franklin & Bash – serie TV, 1 episodio (2012)
- Bones – serie TV, 2 episodi (2013)
- Living the Dream, regia di Alex Winckler – film TV (2013)
- Perception – serie TV, episodio 3x10 (2014)
- Too Old to Die Young – serie TV, 4 episodi (2019)

### Doppiaggio
- Le avventure di Superman (Superman: The Animated Series) – serie TV, 8 episodi (1997-1998)
- Nox - videogame (2000)
- Superman: Shadow of Apokolips, regia di Alan Coltman - videogame (2002)

## Doppiatrici italiane
Nelle versioni in italiano delle opere in cui ha recitato, Joanna Cassidy è stata doppiata da:
- Aurora Cancian in Club Paradise, Un detective in corsia, Star Trek: Enterprise, Criminal Minds, NCIS: New Orleans
- Maria Pia Di Meo in Blade Runner, Chi ha incastrato Roger Rabbit, The Grudge 2, Charlie's Angels
- Paila Pavese in Quarto protocollo, Le signore di Hollywood, Una pillola per due
- Ada Maria Serra Zanetti in Il medaglione insanguinato, Sotto tiro
- Stefanella Marrama in Fantasmi da Marte, Body of Proof (st. 1)
- Melina Martello in Ghost Whisperer - Presenze, Perception
- Serena Spaziani in Invito all'inferno
- Vittoria Febbi in Uccidete la colomba bianca
- Silvia Pepitoni in ...Non dite a mamma che la babysitter è morta!
- Rosalba Bongiovanni in Il potere del male
- Elettra Bisetti in 240-Robert
- Angiolina Quinterno in Cuore e batticuore
- Manuela Andrei in Starsky & Hutch
- Margherita Sestito in La signora in giallo
- Doriana Chierici in The Tommyknockers - Le creature del buio
- Gabriella Borri in La seconda guerra civile americana
- Mirella Pace in Six Feet Under
- Antonella Rinaldi in Desperate Housewives
- Angiola Baggi in Body of Proof (st. 2-3)
- Roberta Greganti in Prove d'accusa (ridoppiaggio)